# Aderpas ugandicola
Aderpas ugandicola är en skalbaggsart som beskrevs av Stefan von Breuning 1964. Aderpas ugandicola ingår i släktet Aderpas och familjen långhorningar. Inga underarter finns listade i Catalogue of Life.